# Pyongsong
Pyongsong est une ville de Corée du Nord de plus de 100 000 habitants, située à 32 km au nord-est de Pyongyang (nom en hangeul : 평성시, en hanja : 平城市).

## Géographie
Pyongsong est le chef-lieu de la province du Pyongan du Sud. Le territoire est composé de plaines au Nord et de montagnes vers l'Est.

## Urbanisme
La ville devrait être desservie par trois stations du métro de Pyongyang sur la ligne Chollima : Pyongsong, Likwa Daehak et Paesan.

## Économie
Pyongsong est un pôle scientifique nord-coréen. En 1982, un centre de recherche atomique, relevant du département de physique nucléaire de l'université de Pyongsong, y est créé. D'autres instituts de recherche s'y trouvent également, dont un institut des mines de charbon.
En 2019, Pyongsong est un foyer du capitalisme rouge nord-coréen.

## Transports
Il existe une ligne de trolleybus et les chemins de fer d'état.

## Personnages célèbres
- Li Pyong Yong (Hangeul: 리병용), secrétaire en chef du comité du Parti du travail de Corée (PTC) de la ville de Pyongsong.